# ミケーレ・ナヴァーラ
ミケーレ・ナヴァーラ（Michele Navarra、1905年1月5日 - 1958年8月2日）はコルレオーネ村のマフィアのボスだった人物。新興マフィアに殺害された古株マフィア。

## プロフィール
1905年コルレオーネ村生まれ、父は土地測量技師で農業学校の教師でもありナヴァーラ家は裕福な家庭であった。ナヴァーラ自身は医者になった。
彼はこの時代のマフィアのボスとしては珍しく大学を卒業しており教養もあった。1936年にトンマーザ・カッショと結婚する。彼女の家にはマフィア関係者が何人もおり、そこから関係が生まれたという。戦後ファシズムが打破されると、カロジェロ・ヴィッツィーニ、ジョゼッペ・ジェンコ・ルッソといった大ボスと手を組みコルレオーネ村の支配者にのし上がった。
ナヴァーラは医者としても尊敬されており、洗礼式、堅信式、結婚式で代父をつとめるなど住民に精神的影響力を及ぼしていた。住民や友人の面倒を良く見て、保護と恩恵の関係を作り、旧マフィアの典型的人物。
大戦後に陸軍が破棄した数百台の軍用車両をもらい受けた。
最初は部下のルチアーノ・リッジョに殺しの仕事などをさせていたが、リッジョが徐々に力をつけてきて活動の規模を広げ大胆になったとき、彼を恐れるようになった。それでも、ナヴァーラは古いタイプのボスだったためすぐにリッジョを始末したりはしなかった。しかし、リッジョがパレルモのマフィアとの関係を強化したときに彼を閉めさすことにした。
その後、政府がベリチェ川にダムを建設しようとしたとき、農村社会での水源を管理しているので、ダムの建設に反対する。そのことでリッジョら新興マフィアと対立が決定的となる。1958年6月23日に部下にリッジョを殺害させるが失敗し、逆に1958年8月2日にリッジョの復讐を受け殺害される。その数週間後にナヴァッラの仲間5人が更に殺された。彼の死は古いタイプのマフィアの衰退を意味した。